# Rio Itapetininga
O Rio Itapetininga é um rio da Bacia do Alto Paranapanema, na região sudoeste do estado de São Paulo. Recebe este nome na junção dos rios: Pinhal Grande ou Pinhal e Turvo, na divisa de  Pilar do Sul com Sarapuí na posição geográfica 23º45'23,5"S, 47º49'39"O.
Sua foz no rio Paranapanema se faz na divisa de Buri com Campina do Monte Alegre na posição Geográfica 23º35'29"S, 48º28'39"O. Um rio bastante tortuoso onde a prática de esportes é perigosa. Sua nascente principal, brota no município de Piedade. Aos pés da Serra Queimada, sob a georeferência :23º49´88´´O, 47º24´23´´S e com 1.120 m/mar. Nasce com o nome de Rio Turvo, que ao receber as águas de seu afluente Pinhal Grande, conforme acima, que a partir deste ponto, torna-se-ão: Rio Itapetininga. Sua descoberta em 30 de agosto de 2010, pelo sócio fundador e pesquisador Hermélio Moraes.

## Extensão
Com o nome de Rio Itapetininga, corre cerca de 160,9 km, sendo:
- 18 km no município de Campina do Monte Alegre
- 7,7 km no município de Angatuba
- 26,4 km fazendo divisa Itapetininga com Angatuba
- 78,5 km no município de Itapetininga
- 26,9 km fazendo divisa Itapetininga com Sarapuí
- 3,4 km na divisa de Sarapuí com Pilar do Sul